# Leslie S. Greenberg
Leslie Samuel Greenberg (* 1945 in Johannesburg, Südafrika) ist ein kanadischer Psychotherapieforscher, Psychotherapeut und Mitbegründer der „Emotionsfokussierten Therapie“ (englisch: „emotion-focused therapy“).

## Leben und Wirken
Zurzeit leitet er als Professor das Zentrum für Psychotherapieforschung der York-Universität in Toronto, Kanada. 2012 erhielt Greenberg den Award for Distinguished Professional Contributions to Applied Research der American Psychological Association, die höchste Auszeichnung für angewandte Forschung.
Neben seinen Arbeiten zur Wirksamkeit von prozess-erlebensorientierter/emotionsfokussierter Therapie, deren Wirksamkeit er nachweisen konnte, veröffentlichte er zahlreiche Arbeiten im Bereich der Psychotherapieprozessforschung. Greenberg veröffentlichte über 100 Schriften.
Seine Arbeiten, speziell die zur Wirksamkeit von Psychotherapie, sind von Bedeutung für die humanistischen Psychotherapien, vor allem für die Gestalttherapie und die Klientenzentrierte Gesprächstherapie, da er und seine Kollegen in seinen empirischen Evaluations-Untersuchungen den Nachweis der Wirksamkeit dieser Therapieformen erbrachte. Bei seinen Untersuchungen lag die Gesamtgruppe der Humanistischen Psychotherapie punktgleich mit der Verhaltenstherapie bezüglich der Effektstärke.
Im Herzen der emotionsfokussierten Therapie steht die Integration von „Leiten“ und „Folgen“ in der Arbeit der Therapeutin/des Therapeuten. Die emotionsfokussierte Therapie basiert auf emotionstheoretischen Grundlagen und stützt sich auf aktuelle Erkenntnisse der Emotionsforschung und Psychotherapieforschung. Sie bietet über die Grenzen der Therapieschulen hinweg grundlegende Prinzipien zur Arbeit mit Emotionen in der Psychotherapie an. Bei der Entwicklung dieser Therapieform übernahm und kombinierte er Teile der Klientenzentrierten Gesprächstherapie und der Gestalttherapie.
1989/1990 war er Präsident der Society for Psychotherapy Research.
Greenberg ist Mitglied des Wissenschaftlichen Beirats des Deutschen Dachverbands Gestalttherapie für approbierte Psychotherapeuten (DDGAP).

## Schriften
- mit L. Auszra und Imke R. Herrmann: Emotionsfokussierte Therapie: Ein Praxismanual. Hogrefe, Göttingen 2017, ISBN 978-3-8017-2425-2
- mit S.C. Paivio: Working with the emotions in psychotherapy. Guilford Press, New York 1997, ISBN 1-57230-243-7.
- mit S.M. Johnson: Emotionally focused therapy for couples. The Guilford Press, New York 1988, ISBN 0-89862-730-3.
- Emotion-focused therapy: Coaching clients to work through feelings. American Psychological Association, Washington, D.C. 2007, ISBN 978-1-55798-881-2.
- mit R. Elliot, J.C. Watson u. R.N. Goldman: Learning Emotion-Focused Therapy. American Psychological Association, Washington, D.C. 2007, ISBN 978-1-59147-080-9.
- mit R.N. Goldman u. A.E. Pos: Depth of emotional experience and outcome. In: Psychotherapy Research. 15(3) 2005, S. 248–260.
- mit J.C. Watson: Emotion-Focused Therapy for Depression. Washington, D.C.: American Psychological Association 2006, ISBN 1-59147-280-6.
- mit L.N. Rice u. R. Elliott: Emotionale Veränderung fördern. Grundlagen einer prozeß- und erlebensorientierten Therapie. Junfermann, Paderborn 2003, ISBN 3-87387-503-9.
- Emotionszentrierte Therapie: Ein Überblick. In: Psychotherapeutenjournal. 4, 2005, S. 324ff, 337ff. Überblicksartikel
- Von der Kognition zur Emotion in der Psychotherapie. In: S. K. D. Sulz, G. Lenz (Hrsg.): Von der Kognition zur Emotion. Psychotherapie mit Gefühlen. CIP-Medien, München 2006, ISBN 3-87159-058-4, S. 77–110. – Überblicksartikel
- Die Bedeutung von Emotionen in der modernen Psychotherapie. Leslie Greenberg im Gespräch mit Annette Kämmerer. In: Psychotherapie im Dialog. 2 (3) 2002, S. 195–198.

Über Greenbergs Forschung im Bereich Gestalttherapie:
- N. Gegenfurtner, R. Fresser-Kuby (Hrsg.): Emotionen im Fokus. Gestalttherapeuten im Dialog mit Leslie Greenberg. Edition Humanistische Psychologie EHP 2006.